# Julian Dudda
Julian Dudda es un futbolista alemán nacido el 8 de abril de 1993 en Bad Nauheim. Juega de defensa y su equipo actual es el Eintracht Fráncfort.

## Selección nacional
Ha sido internacional con la Selección de fútbol de Alemania Sub-18.

## Clubes
| Club                | País     | Año   |
| ------------------- | -------- | ----- |
| Eintracht Fráncfort | Alemania | 2011- |